# 斎藤雅広
斎藤 雅広（さいとう まさひろ、1958年〈昭和33年〉12月30日 - 2021年〈令和3年〉8月8日）は、日本のピアニスト。作曲家、編曲家としても活動している。東京都渋谷区生まれ。父は藤原歌劇団のバリトン歌手斎藤達雄。伯母に昭和の流行歌手青葉笙子、従兄弟に伊達泰宗がいる。

## 来歴
4歳よりピアノを始め、6歳の時からNHK教育テレビ「ピアノのおけいこ」に出演。東京藝術大学音楽学部附属音楽高等学校を経て、東京藝術大学音楽学部卒業。1983年に同大学院修了。大学1年の時、第46回毎日音楽コンクールピアノ部門第1位。「芸大のホロヴィッツ」と称された。その後、安宅賞、霧島国際音楽祭賞受賞。田村宏、エウゲニ・マリーニン、レギナ・スメンジャンカ、ハリーナ・チェルニー＝ステファンスカ等に師事。チェルニー＝ステファンスカの招きでポーランドの古都クラクフに留学。演奏会のデビューは、1978年の第4回「若い芽のコンサート」（NHKホール）。渡辺暁雄指揮、NHK交響楽団との共演である。福永陽一郎から80年代を担う音楽家のカテゴリーで「他の誰彼以上というのではなく、個の存在価値として“絶対”を感じさせる若手」と称された。
ソロ活動とアンサンブル活動の比重は同等で、室内楽ではヨゼフ・スーク、ペーター・ヴェヒター、アナスタシア・チェボタリョーワ（以上ヴァイオリン奏者）、ペーター・シュミードル、エルンスト・オッテンザマー、ヴェンツェル・フックス（以上クラリネット奏者）、ヴォルフガング・シュルツ（フルート奏者）、フリッツ・ドレシャル（チェロ奏者）、ヨウコ・ハルヤンネ（トランペット奏者）、ヤナーチェク弦楽四重奏団、新ブダペスト弦楽四重奏団、ヴィア・ノヴァ四重奏団、ドビュッシー弦楽四重奏団、ザルツブルク八重奏団、ウィーン・フィルハーモニー管弦楽団やベルリン・フィルハーモニー管弦楽団、パリ管弦楽団のメンバーなどとの共演を重ねている。また、歌曲伴奏では、イロナ・トコディ、ルチア・アルベルティ、ディミトラ・テオドッシュウ、カミッラ・ニールント（以上ソプラノ歌手）、デニス・グレイヴス、リューボフ・ペトローヴァ（以上メゾ・ソプラノ歌手）、フランチェスコ・アライサ、ハンス・ペーター・ブロホヴィッツ、ヴィンチェンツォ・ラ・スコーラ（以上テノール歌手）、トム・クラウゼ、サイモン・エステス（以上バリトン歌手）など名歌手達との共演が多い。
邦人アーティストとはリサイタル共演の他に、「斎藤雅広と仲間たち」というリーダー・ユニットで、ファミリーコンサートを手掛けている。2003年より赤坂達三（クラリネット奏者）、足立さつき（ソプラノ）と「ザ・スーパートリオ」を結成、現在に至る。また2012年には赤坂達三と「ザ・スーパーデュオ」、2013年からは「ザ・スーパーデュオ」に新倉瞳（チェロ奏者）を加えたトリオを創設している。2006年ごろから、ピアノ複数台を使用する演奏会に力を入れ、杉並公会堂での、スタインウェイ、ベーゼンドルファー、ベヒシュタインの世界3大ピアノの演奏会は毎年行われている。
1998年からのNHK教育テレビ番組「トゥトゥアンサンブル」では、メインキャラクター「キーボーズ」役を務めた。また、1999年には、NHK教育テレビ「趣味悠々」で日本人クラシックピアニスト初の講師となり、2005年にも「趣味悠々～かっこよく弾く簡単ピアノレッスン」の講師として再び登場した。その他、NHK「名曲アルバム」、「ベストオブクラシック」、「ニューイヤーオペラコンサート」など、数多くの放送番組に出演している。
近年、作・編曲家としての活動を広げ、楽譜の出版の他、コンサートやレコーディング、出演したTV番組などに数限りないアレンジを提供。3台ピアノによるコンサートをはじめ、CDアルバムにおける日本歌曲、『ザ・スーパートリオ』、『ザ・スーパーデュオ』は自らの編曲によるものである。
その他にも、雑誌の執筆、NHK-FM番組解説などの評論活動、コンサートの司会、雑誌連載は月刊「モーストリー・クラシック」にて「ピアノ虎の穴」(2001-2002)、月刊「ぴあのの本」(2001-2002)、月刊「ショパン」誌にイラストの連載(1996-1997)、同じく「ショパン」での対談の連載(20014-)、などがある。
指揮者として京都フィルハーモニー室内合奏団、東京交響楽団と共演、毎日音楽コンクールをはじめ各ピアノ・コンクールの審査もしている。教育活動では大阪音楽大学、コンセルヴァトアール尚美に特別非常勤講師として7年ずつ籍を置いた。また、現在は若手のCDデビューのプロデュースを手掛けて、共演も行っている。
1995年にウクライナ共和国の第5回国際音楽祭に招かれてソロ演奏とマスタークラス、2012年はポーランドの国際音楽祭に講師として招かれてリサイタルも行った。2017年夏は、フランス、アルザス地方で開かれる国際音楽祭「ムジカルタ(musicalta)」に招聘されている。
2021年8月8日、病気のため死去した。62歳没。

## ディスコグラフィー
リーダーアルバム(CD)
- 1995　　『ドヴォルザーク ピアノ五重奏曲op.81／シューベルト ピアノ五重奏曲（鱒）』（共演：ヤナーチェク弦楽四重奏団／ザルツブルク八重奏団）
- 1997.5　『Masahiro Saitoh Live with Friends　シューマンピアノ五重奏曲ほか』（共演：フルート/萩原貴子　ソプラノ/イロナ・トコディ　ヤナーチェク弦楽四重奏団）
- 1999.9　『こどものためのピアノアルバム／小品集』（ピアノソロ）
- 2000.6　『フォーレ ピアノ四重奏曲第1番　ピアノ五重奏曲第1番』（共演：ザルツブルク・モーツァルテウム弦楽四重奏団）
- 2000.8　『マイ・ロマンス／小品集』（ピアノソロ）
- 2001.5　『ピアノ アラウンド・ザ・ワールド／小品集』（共演：ベース/ブレント・ナンシー　ドラムス/ブラッド・ジョンストン）
- 2002.8　『The Virtuoso／展覧会の絵』（ピアノソロ）
- 2012.6　『1979年のリサイタル／ラフマニノフ ピアノソナタ第2番』（ピアノソロ）
- 2016.5　『杉並公会堂・華麗なるピアノ3重弾　斎藤雅広と仲間たち』（共演ピアノ／近藤嘉宏、熊本マリ、松本和将、三舩優子、関本昌平、須藤千春、高橋多佳子、冨永愛子）
- 2016.6　『NHK CD 斎藤雅広放送録音コレクション　メフィストワルツ・イスラメイ』（ピアノソロ）
- 2016.12 『メランコリー 斎藤雅広』（ピアノソロ）

ユニットアルバム(CD)
- 2008.4　『ザ・スーパートリオ』（ピアノ＆編曲/斎藤雅広　ソプラノ/足立さつき　クラリネット/赤坂達三）
- 2012.12 『ザ・スーパーデュオ』（ピアノ＆編曲/斎藤雅広　クラリネット/赤坂達三）
- 2013.9　『トリオ・ドゥ・ラヴァンチュール～神曲・秘曲 ダンディ 鳥の歌』（ピアノ＆編曲/斎藤雅広、クラリネット/赤坂達三、チェロ/新倉瞳）

伴奏共演アルバム(CD)
- 1991.4　『イロナ・トコディ　ライヴ・イン東京』（ソプラノ/イロナ・トコディ）
- 1993.5　『イロナ・トコディ　ライヴ・イン東京Ⅱ』（ソプラノ/イロナ・トコディ　バリトン/ファン・ポンス）
- 1994.12　『イロナ・トコディ　ライヴ・イン東京Ⅲ』（ソプラノ/イロナ・トコディ）
- 1998.9　『イスファハンの薔薇』（ソプラノ/雨谷麻世）
- 1998.10　『日本の作曲 21世紀へのあゆみ』（ソプラノ/柳沢涼子）
- 1998　　『イタリア・ロマンティック名曲集』（ソプラノ/イロナ・トコディ）
- 1999.4　『日本の旅路』（ソプラノ/シャーロット・ロスチャイルド）
- 1999.4　『細江紀子　トスティとR.シュトラウスを歌う』（ソプラノ/細江紀子）
- 1999.7　『日本のうた ～さくら横丁』（ソプラノ/雨谷麻世）
- 1999.9　『内田勝人　ふたりのピアノ』（ピアノ連弾/東京純心女子短期大学卒業生）
- 1999.11　『クラリネット・リサイタル』（クラリネット/武田忠善）
- 1999　　『1999 SOMEWHERE』（ソプラノ/萩原かおり）
- 2000.4　『水彩画 ～グリーン　足立さつき　フォーレ／ドビュッシー歌曲集』（ソプラノ/足立さつき）
- 2000.4　『柳貞子　愛しい日本のうたたち』（メゾソプラノ/柳貞子）
- 2000.6　『戸田弥生　エネスコ／J.S.バッハ』（ヴァイオリン/戸田弥生）
- 2000.11　『カルメン・ファンタジー』（フルート/萩原貴子）
- 2000.12　『美空ひばり　オン・フルート』（フルート/萩原貴子）
- 2002.8　『私のふるさと』（ソプラノ/足立さつき）
- 2003.2　『日本のこころを歌う』（ソプラノ/細江紀子）
- 2003.7　『Eternamente ～永遠に』（ソプラノ/家田紀子）
- 2006.5　『懐かしき想い ～宵待草』（ソプラノ/家田紀子）
- 2008.4　『プッチーニの軌跡』（ソプラノ/家田紀子）
- 2009　　『こどもたちへのリトグラフ』（アルト/澤滋）
- 2013.10 『なんと素晴らしいことか-opera arias』（ソプラノ/藤井泰子）
- 2014.10 『武田忠善　クラリネット・リサイタル　35th debut anniversary』（クラリネット/武田忠善）
- 2016.2　『益子 侑　ヴァイオリン・リサイタル　R・シュトラウス』（ヴァイオリン/益子侑）
- 2017.5　『中村あんり　フレンチオーボエの飛翔』（オーボエ/中村あんり　ファゴット/霧生吉秀）
- 2017.6　『萩原貴子　フレンチソナタ　プロコフィエフ・フランク・ライネッケ』（フルート/萩原貴子）

主な楽譜
- NHK出版　『斎藤雅広　マイ・ロマンス「お父さんのためのピアノアルバム」』
- 音楽之友社　『斎藤雅広　ピアノで気分は世界旅行』
- ヤマハ　　『ピアノ曲集／音楽のくすり第1巻～第4巻』
- ヤマハ　　『珠玉のクラシックピアノアルバム／3大テノール』（共著）
- ヤマハ　　『ポピュラーピアノアルバム「ラヴ・アンド・バラード1」』（共著）
- ヤマハ　　『ポピュラーピアノアルバム「ラヴ・アンド・バラード2」』（共著）

その他
- DVD　　『かっこよく弾く簡単ピアノレッスン（基礎編）』
- DVD　　『かっこよく弾く簡単ピアノレッスン（応用編）』
- DVD（CD）『NHK名曲アルバム』（グリーグのピアノ協奏曲／スプリング・ソナタ／幻想即興曲）

## 出演番組
主なテレビ出演
- 1997.1　『新春／日本の叙情歌』NHK総合
- 1997.4-1999.3　『トゥトゥアンサンブル』NHK教育
- 1999.10-12　『趣味悠々 ～いますぐ始めるお父さんのためのピアノ講座』NHK教育
- 2003.1　『NHKニューイヤーオペラコンサート』NHK教育
- 2005.6-8　『趣味悠々 ～秘密のテクニック教えます！ かっこよく弾く簡単ピアノレッスン』NHK教育
- 2005.6　『生活ほっとモーニング ～ほっと10時台』NHK総合
- 2006.1.6-27　『たけしの誰でもピカソ ～1ヶ月でピアノ弾けます！』テレビ東京
- 2006.4　『ブラボー！クラシック』BS日本テレビ
- 2006.5.20　『親と子のTVスクール』NHK教育
- 2007.1　『NHKニューイヤーコンサート名古屋』NHK教育・NHK BS

主なラジオ出演
- 演奏収録としてNHK-FM『午後のリサイタル』『ベスト・オブ・クラシック』『FMリサイタル』『名曲リサイタル』『クラシックサロン』など
- トーク・ゲストとして1996年より2007年までにNHK-FM『サタデーホットリクエスト』7回、NHK-FM『音楽ジャーナル』（1998）、TBSラジオ『大沢悠里のゆうゆうワイド』（2000）、NHKラジオ第1『こども夢質問箱』講師、同『私の音楽ファイル』（2003）、京都KBSラジオ『山崎弘士の人めぐり・音めぐり』（2006）など